# Азербайджанская поп-музыка
Азербайджанская поп-музыка - музыкальный жанр объединяющий поп-музыку с элементами азербайджанской народной музыки
Формирование азербайджанской поп-музыки (азерб. Azərbaycan pop musiqisi) началось с 1960-х годов.

## История

### 1960-е
В начале 1960-х Азербайджанская популярная музыка была в большинстве случаев группового формата с элементами попа, как, рок группа, в которой помимо гитар и ударных использовались также клавиши и оркестровка. Классическая поп-фолк музыка была очень популярна в то время, и  песни Муслима Магомаева, Анатоллу Ганиева  и Шахлара Гулиева стали известны по всему миру.

### 1970-е
В конце 1970-х в Азербайджане появилось новое поколение музыкантов. Такие классические поп артисты, как Рашид Бейбутов, Мирза Бабаев, Флора Керимова, Шовкет Алекперова,  Октай Агаев  и Гюльага Маммедов  имели большой успех в начале десятилетия.

### 1980-е
Самым успешным и влиятельным музыкантом в начале 1980-х был Акиф Исламзаде.
В середине 1980-х стал популярным бакинский шансон благодаря Эйюбу Ягубову. Многим исполнителям не нравился успех шансона, и они относились к этому жанру с подозрением.

### 1990-е
В 1990-х, в то время как в хит-парадах звучали песни групп «Карван» и «В Трио», такие музыканты, как Айгюн Кязимова, Фаик Агаев, Самир Багиров, Зульфия Ханбабаева, Бриллиант Дадашева набирали популярность. С появлением этнической музыки народная музыка стала вновь возрождаться.
Песни Ниямеддина Мусаева и Балоглана Ашрафова остаются популярными и по сей день.
Во время Первой карабахской войны кроме танцевальный музыки появился жанр военной бардовской песни произведениями Шамистана Ализаманлы и Мубариза Тагиева.

### 2000-е
В начале 2000-х имела большой успех Роя, в том числе в тюркоговорящих странах, в частности в Турции и Иранской части Азербайджана.
В начале нового тысячелетия были популярны конкурсы талантов. В том числе конкурс «Yeni Ulduz» («Новая звезда»). Было проведено несколько сезонов конкурса, в результате которых появилось много исполнителей 2000-х годов, осуществляющих музыкальную деятельность по сей день. При этом, эти конкурсы позволили показать, что в Азербайджане может существовать не только эстрада корнями из 1990-х годов, но и появляются новые исполнители.
В 2008 году Азербайджан впервые выступил на Евровидении. В 2009 году было занято третье место. В следующем году - пятое. На Евровидении 2011 года певцы из Азербайджана Эльдар и Ниягар заняли 1 место, с песней «Running Scared». Тем самым они дали возможность Азербайджану провести этот конкурс в Баку в следующем году.
Говхар Гасанзаде выступила автором композиции Азербайджана на Евровидении 2008. Композитор Иса Меликов подготовил в качестве продюсера Нигяр Джамал. Стали появляться музыкальные продюсеры.
Многие музыкальные критики считали, что стремительный рост количества конкурсов, наподобие «Pop Idol», и реалити шоу на телевидении Азербайджана повлиял на поп музыку.

### 2010-е
При развитии этнической музыки, электропопа, данс-попа, синти-попа, хоп-хауза, наряду с другими формами танцевальной и электронной музыки, в Азербайджане стали развиваться новые направления. В начале 2010-х несмотря на популярность хип-хопа и эстрадной музыки, репер Мири Юсиф стал известен в новом жанре  благодаря альбому «Карма». На данный момент многие азербайджанские музыканты активно осваивают YouTube.

## Исполнители Азербайджана

### Женщины
|                                                  |  |  |
| Сабина Бабаева · Сафура Ализаде · Флора Керимова |  |  |

- Кязимова Айгюн
- Агаева Тунзаля
- Алекперова Шовкет
- Алекперзаде Севда
- Нушаба Алесгерли
- Ализаде Сафура
- Шейла
- Бабаева Сабина
- Халилова Эльнара
- Назпери Досталиева
- Хумар Гедимова
- Ильхама Гасымова
- Ибрагимова Ирада
- Джамал Нигяр
- Джапаридзе Манана
- Керимова Флора
- Кенуль Керимова
- Кязимова Диляра
- Ханбабаева Зульфия
- Ханларова Зейнаб
- Теймурзаде Айсель
- Наджафова Рояла

### Мужчины
|                                  |  |
| Муслим Магомаев · Эльдар Гасымов |  |

- Emin
- Агаев Агададаш
- Агаев Фаик
- Багиров Самир
- Агаев Октай
- Ализаманлы Шамистан
- Бабаев Мирза
- Багиров Аббас
- Бейбутов Рашид
- Бюльбюль
- Бюльбюль оглы Полад
- Надир Гафарзаде
- Гасымов Эльдар
- Гусейнага Хадиев
- Акиф Исламзаде
- Магомаев Муслим
- Мамедов Фарид
- Шукюров Адалят
- Мубариз Тагиев
- Эйюб Ягубов
- Мири Юсиф

### Группы
- Ell & Nikki